# Крячко, Степан Петрович
Степан Петрович Крячко (11 июня 1916 — 10 декабря 1994) — передовик советского сельского хозяйства, бригадир комплексной бригады колхоза «Свободный труд» Борисовского района Белгородской области, Герой Социалистического Труда (1958).

## Биография
Родился в 1916 году в селе Берёзовка (ныне — Борисовского района Белгородской области) в семье русского крестьянина. С 1932 года начал свою трудовую деятельность в колхозе «Свободный труд». В 1935 году завершил обучение на курсах водителей автомобиля и трудоустроился в Борисовскую машинно-тракторную станцию. С 1938 по 1940 годы проходил службу в рядах Красной Армии. После демобилизации трудился шофёром на строительном участке станции Основа под Харьковом.
С 1941 года вновь в Красной Армии. Участник Великой Отечественной войны. Демобилизовавшись, возвратился в родной колхоз и с декабря 1946 года стал работать бригадиром комплексной бригады колхоза «Свободный труд». В 1957 году возглавляемый им коллектив сельхозников получил по 25 центнеров зерновых с гектара посевной площади и по 240 центнеров сахарной свёклы.
За выдающиеся успехи, достигнутые в деле развития сельского хозяйства и достижение высоких показателей по производству зерна, сахарной свёклы и других продуктов сельского хозяйства, Указом Президиума Верховного Совета СССР от 11 марта 1958 года Степану Петровичу Крячко было присвоено звание Героя Социалистического Труда с вручением ордена Ленина и золотой медали «Серп и Молот».
В дальнейшем продолжал трудовую деятельность, показывал высокие результаты в труде. Неоднократно представлял колхоз на выставках достижений народного хозяйства. В 1967 году за высокие показатели был удостоен звания «Мастер высоких урожаев».
После выхода на заслуженный отдых в 1977 году проживал в посёлке Борисовка Борисовского района Белгородской области. Умер 10 декабря 1994 года, похоронен в родном селе Берёзовка.

## Награды
За трудовые и боевые успехи удостоен:
- золотая звезда «Серп и Молот» (11.03.1958),
- два ордена Ленина (11.03.1958, 23.06.1966),
- Орден Отечественной войны II степени (11.03.1985),
- другие медали.

## Память
- В посёлке Борисовка был установлен бюст Герою Социалистического Труда.
- 28 ноября 2011 года на здании общеобразовательной школы в селе Берёзовка была установлена и торжественно открыта мемориальная доска в память о Герое Социалистического Труда.